# Coelichneumon ruficauda
Coelichneumon ruficauda là một loài tò vò trong họ Ichneumonidae.